# 伊巴謙·托尼
伊巴謙·奧亞拉·托尼（Ibrahim Oyala Touré，1985年9月27日—2014年6月19日），前科特迪瓦足球運動員，司職前鋒。

## 生涯
像許多科特迪瓦球員，托尼在ASEC米莫薩的青年隊開始了他的職業生涯，然後轉移到另一間科特迪瓦球會圖莫迪。 2005年，他離開圖莫迪加入烏克蘭球會當尼斯克，那裡停留在一年在2006年6月加盟法甲尼斯，成功通過試用期後。他被授予了15號球衣，和2006年世界杯的球員干尼一起踢球。在2007年夏天，他回到他的老東家當尼斯克。在2008年夏天，他回到他的青年球會ASEC米莫薩，後為敘利亞超級聯賽球隊伊蒂哈德的球員。2014年6月19日，於曼徹斯特因癌症病逝，終年28歲。

## 家庭
他是成功的科特迪瓦足球家庭一分子。他是科特迪瓦國腳高路·托尼及亚亚·图雷的弟弟。

## 榮譽
- 敘利亞聯賽 2008-09

## 链接
- Third Touré Out to Impress[永久]